# Aéroport d'Iquique
L'aéroport international Diego Aracena (espagnol : Aeropuerto Internacional Diego Aracena) (code IATA : IQQ • code OACI : SCDA) est un aéroport d'Iquique, capitale de la région de Tarapacá, au Chili. 

## Situation
L'aéroport est situé à 48 km au sud de la ville. 

### Carte des aéroports du Chili
| \| 100 km1:8 652 000 \| Porvenir El Salvador La Serena Mocopulli Valdivia Pucón Puerto Montt Puerto Williams Antofagasta Arica El Loa Iquique Osorno Balmaceda Araucanie Désert de l'Atacama Santiago Concepcion Île de Pâques Punta Arenas |
| 100 km1:8 652 000 |

## Compagnies aériennes et destinations
| Compagnies          | Destinations                                                                   |
| ------------------- | ------------------------------------------------------------------------------ |
| Amaszonas           | Viru Viru, La Paz-El Alto                                                      |
| Amaszonas Paraguay  | Asuncion-S.-Pettirossi, Lima-J. Chávez, Salta                                  |
| Andes Líneas Aéreas | En saison : Salta                                                              |
| JetSmart            | Concepcion-Carriel Sur, La Serena, Santiago du Chili-A.-M.-Benítez             |
| LATAM Chile         | La Paz-El Alto, Viru Viru, Santiago du Chili-A.-M.-Benítez, En saison :' Salta |
| Sky Airline         | Santiago du Chili-A.-M.-Benítez                                                |

Édité le 17/11/2018